# 埃迪·阿尔瓦雷斯 (综合格斗运动员)
爱德华·“埃迪”·阿尔瓦雷斯（英語：Edward "Eddie" Alvarez，1984年1月11日—），绰号地下之王（The Underground King），是一名美国职业综合格斗家，曾一度获得UFC轻量级冠军，两度获得Bellator MMA轻量级冠军。他是Bellator的第一个轻量级冠军，也是第一个Bellator和UFC双料冠军，现在ONE冠军赛效力。

## 生平
他出生于费城肯辛顿，有波多黎各和爱尔兰血统，8岁开始练习拳击，11岁开始开始学习摔跤。他曾就读于东北天主教高中（Northeast Catholic High School），是学校橄榄球、摔跤和田径队选手。2011年毕业后，成为职业格斗选手。